# 春雨庵

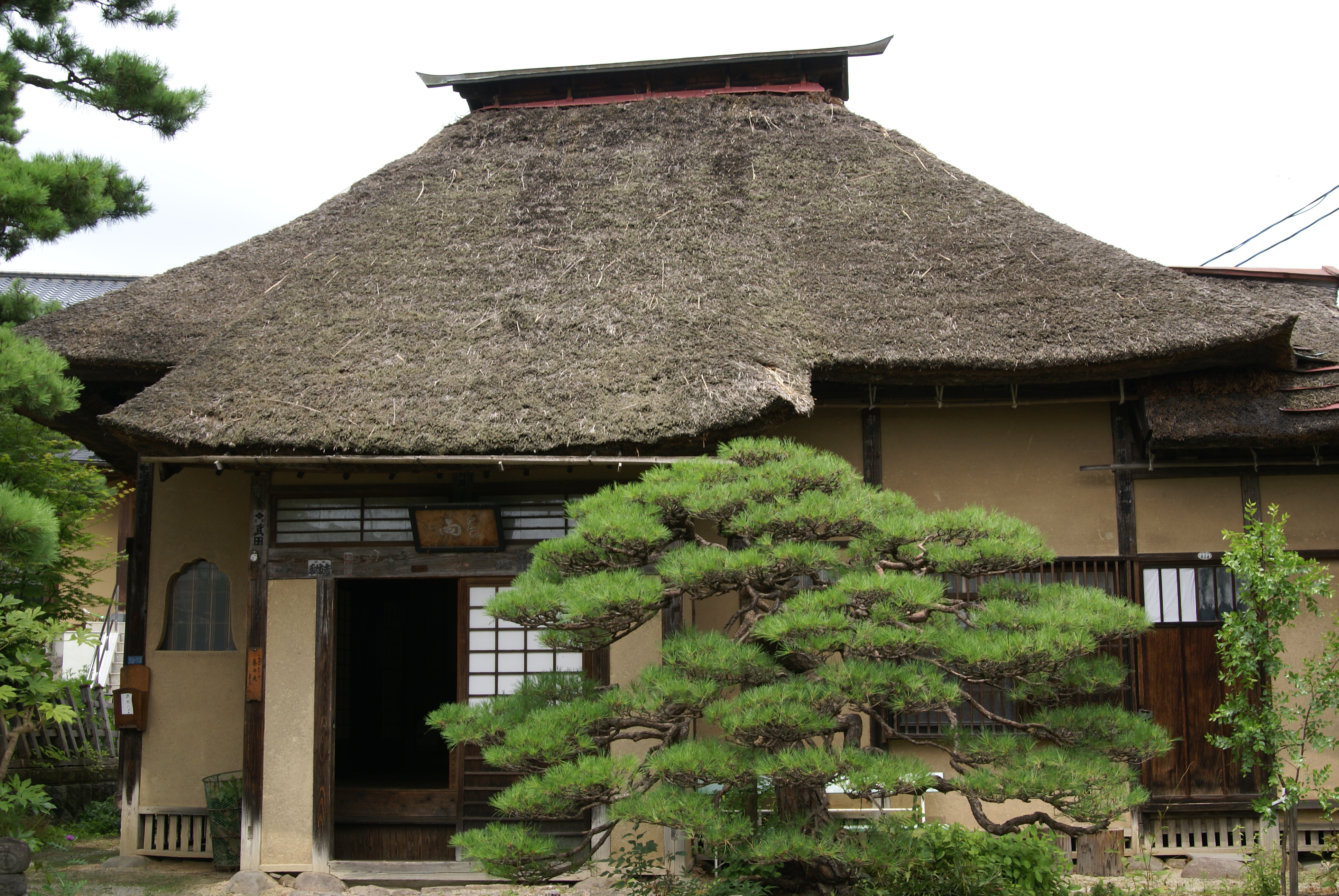
春雨庵、2007年撮影

春雨庵（はるさめあん）は、山形県上山市にある庵。
敷地内には茶室・聴雨亭も併設されている。この茶室は国宝の待庵の造りを踏襲している。
1953年に山形県指定史跡に指定された。

## 歴史
1629年（寛永6年）8月、京都・大徳寺の僧である沢庵宗彭が紫衣事件で上山藩に配流された時に、上山城主土岐頼行が仮住まいとして寄進した建物である。沢庵宗彭がこの庵に「春雨庵」と名付け、3年間過ごした。
沢庵は江戸に帰ってからも春雨庵で過ごした頃が忘れられず、時折語り草になっていたことから、土岐頼行は、江戸品川の東海寺の境内に塔頭を建立し、その名も春雨庵と名付け、土岐家の菩提寺とした。
1953年に復元された。土岐家の江戸屋敷にあった石燈籠が敷地の改修の為に上山市に寄贈され、その内の1つが園内に移築されている。また、東海寺が一部改造された際に、東海寺の一間の長押と天井板などを譲り受けている。
2018年、大阪府北部地震でブロック塀が倒壊し女児が死亡した事故を受け、上山市が安全点検を行った結果、春雨庵の南東側ブロック塀が基準に適合していないことが判明した。

## 所在地
山形県上山市松山2-10-12

## アクセス・駐車場
JR奥羽本線かみのやま温泉駅より徒歩10分
駐車場有

## その他
沢庵禅師が春雨庵にて詠んだ代表歌
- 花にぬる胡蝶の夢をさまさじと ふるも音せぬ軒の春雨
- 浅くともよしや又汲む人もあらば われにこと足る山の井